# Serinethinae
Sous-famille
Synonymes
- sous-famille Leptocorinae Van Duzee, 1914[2]
- tribu Leptocorini Van Duzee, 1914[2]
- Serinetharia Stål, 1873[2]

Les Serinethinae sont une sous-famille d'insectes hémiptères hétéroptères de la famille des Rhopalidae. 

## Description
Les Serinethinae ont un corps ovale allongé, de taille moyenne à grande (8 à 30 mm), souvent vivement coloré. Comme les autres Coreoidea, leurs membranes (partie non coriacée de l'aile antérieure) comportent de très nombreuses veines. La tête est plus large que longue. Le pronotum est trapézoïdal, et ses marges latérales forment une encoche juste en arrière du collier, critère déterminant pour l'identification de cette sous-famille. La face inférieure du métathorax est non divisée ou indistinctement. L'ouverture des glandes odoriférantes se trouve dans la cavité coxale. Les fémurs arrières ne sont pas gonflés et ne portent pas d'épine.

## Biologie

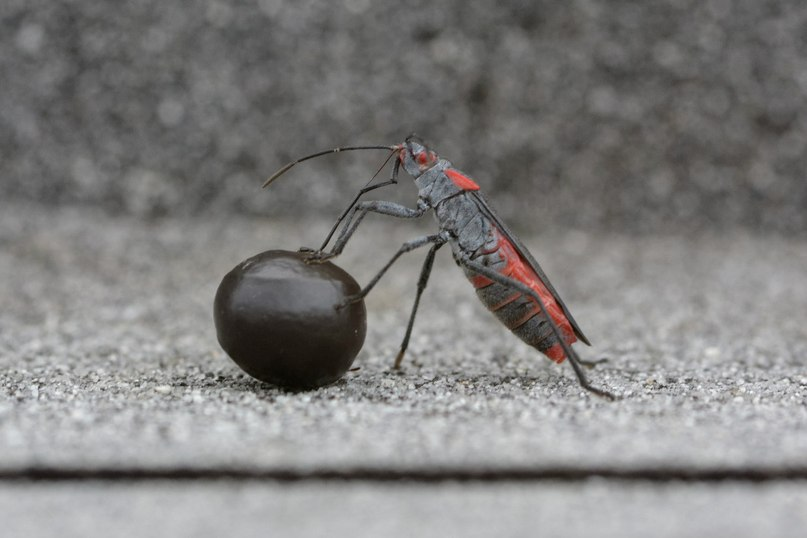
Jadera haematoloma en train de sucer une graine de Koelreuteria.

Les Serinethinae sont phytophages, notamment de graines, comme les autres Rhopalidae, et sont étroitement associées aux Sapindaceae (environ 150 genres et 1 900 espèces) ainsi qu'aux Aceraceae. Pour cette raison, elles sont parfois appelées en anglais « soapberry bugs », « soapberry » (littéralement « baies à savon ») étant le surnom des Sapindaceae (parce que ces plantes contiennent des saponines). Les différentes espèces ont des longueurs de rostre adaptées aux fruits des espèces sur lesquelles elles se sont spécialisées, de manière à pouvoir en atteindre les graines. Les juvéniles, qui n'ont pas encore un rostre suffisamment développé, se nourrissent de graines tombées au sol, ou en entrant à l'intérieur de fruits entrouverts.  

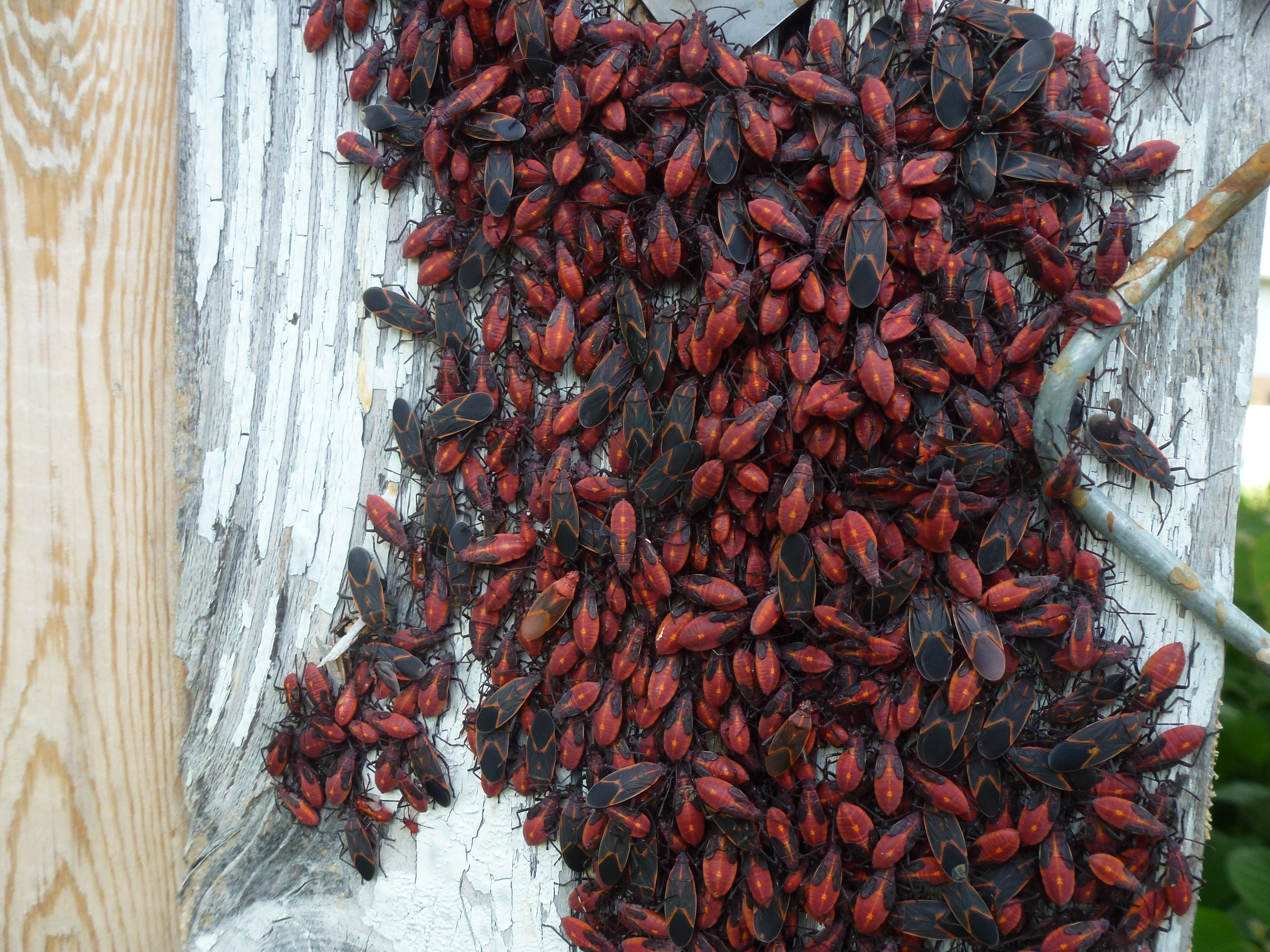
Regroupement de Boisea trivittata, Ontario.

Il n'y a pas de dégâts mentionnés, mais une espèce, Boisea trivittata, présente dans l'Est de l'Amérique du Nord, se réunit parfois en grands groupes pour hiberner, et entre ainsi dans les maisons, provoquant parfois l'effroi et le rejet des humains. 
Les Serinethinae ont montré une adaptation récente rapide à des Sapindaceae introduites par l'homme. 
Contrairement à ce que laisse croire le surnom anglais de « punaises sans odeur » (scent-less plant bugs) désignant les Rhopalidae, les Serinethinae peuvent également émettre une odeur afin de décourager les prédateurs, ce que signale également leurs couleurs vives dites aposématiques. Cette caractéristique leur permet de se réunir parfois en grands groupes (voire très grands, pouvant comprendre jusqu'à des millions d'individus) sans pour autant attirer les prédateurs.
On trouve chez les Serinethinae des formes brachyptères ou macroptères, mais certains macroptères sont incapables de voler, et économisent ainsi l'énergie importante qui est nécessaire au vol.

## Répartition
La répartition des Serinethinae se superpose plus ou moins à celle des Sapindaceae, leurs plantes hôtes, à savoir principalement dans les régions tropicales et subtropicales. On les rencontre en Afrique, en Asie dans la région indomalaise, en Australie et en Océanie, ainsi qu'en Amérique du Nord et du Sud et dans les Caraïbes.
Des espèces ont été introduites loin de leur zone d'origine par l'activité humaine, comme Boisea trivittata, nord-américaine, qui s'est implantée au Chili dès 2020,.
Au Québec, on ne rencontre que l'espèce Boisea trivittata.

## Systématique
C'est l'entomologiste suédois Carl Stål qui a décrit ce groupe en 1873, pour comprendre son genre type Serinetha Spinola, 1837, ainsi que le genre Jadera, que Stål lui-même avait décrit en 1862. Dès sa création, Serinetha était un synonyme de Leptocoris Hahn, 1833, que M. Spinola proposait pour éviter la paronymie avec Leptocorisa. Aujourd'hui, Leptocoris est rétabli en raison de son antériorité. 
Dans une perspective phylogénétique, les Serinethinae sont considérés comme monophylétiques. Leur définition a peu évolué depuis celle de Stål. Ils comprennent depuis un troisième genre, Boisea, décrit par G. W. Kirkaldy en 1910. Ensemble, ces trois genres représentent environ 65 espèces décrites. 
Ils font partie de la famille des Rhopalidae, aux côtés des Rhopalinae, l'autre sous-famille, au sein de la super-famille des Coreoidea, et de l'infra-ordre des Pentatomomorpha.  
Une espèce fossile a été trouvée dans le Colorado, classée dans le genre Jadera. Elle date de −50 à −43 millions d'années, remontant à l'Éocène. 

### Liste des genres
Selon BioLib (21 mai 2023) :
- genre Boisea Kirkaldy, 1910
- genre Jadera Stål, 1862
- genre Leptocoris Hahn, 1833

## Galerie

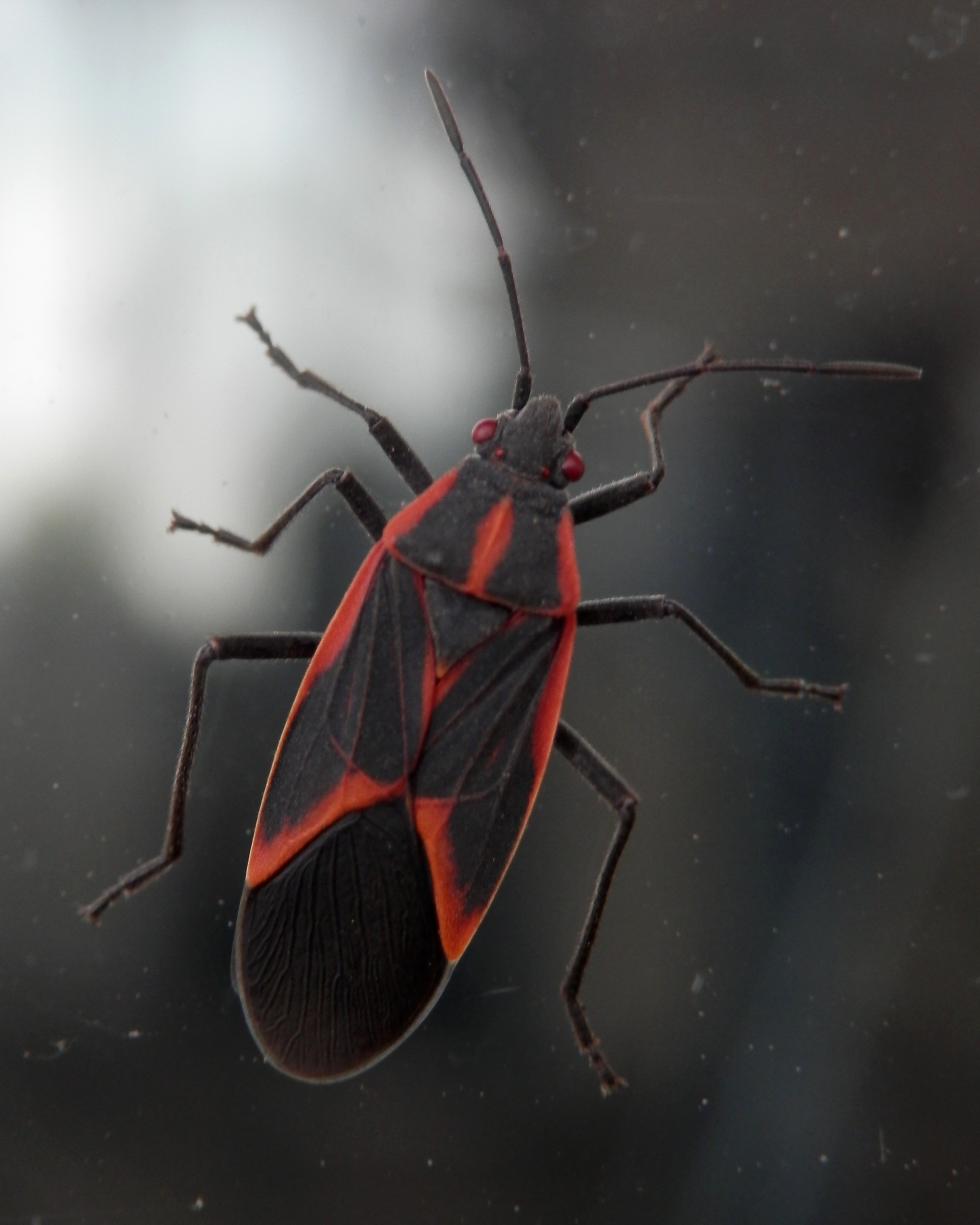
Boisea trivittata, espèce nord-américaine.
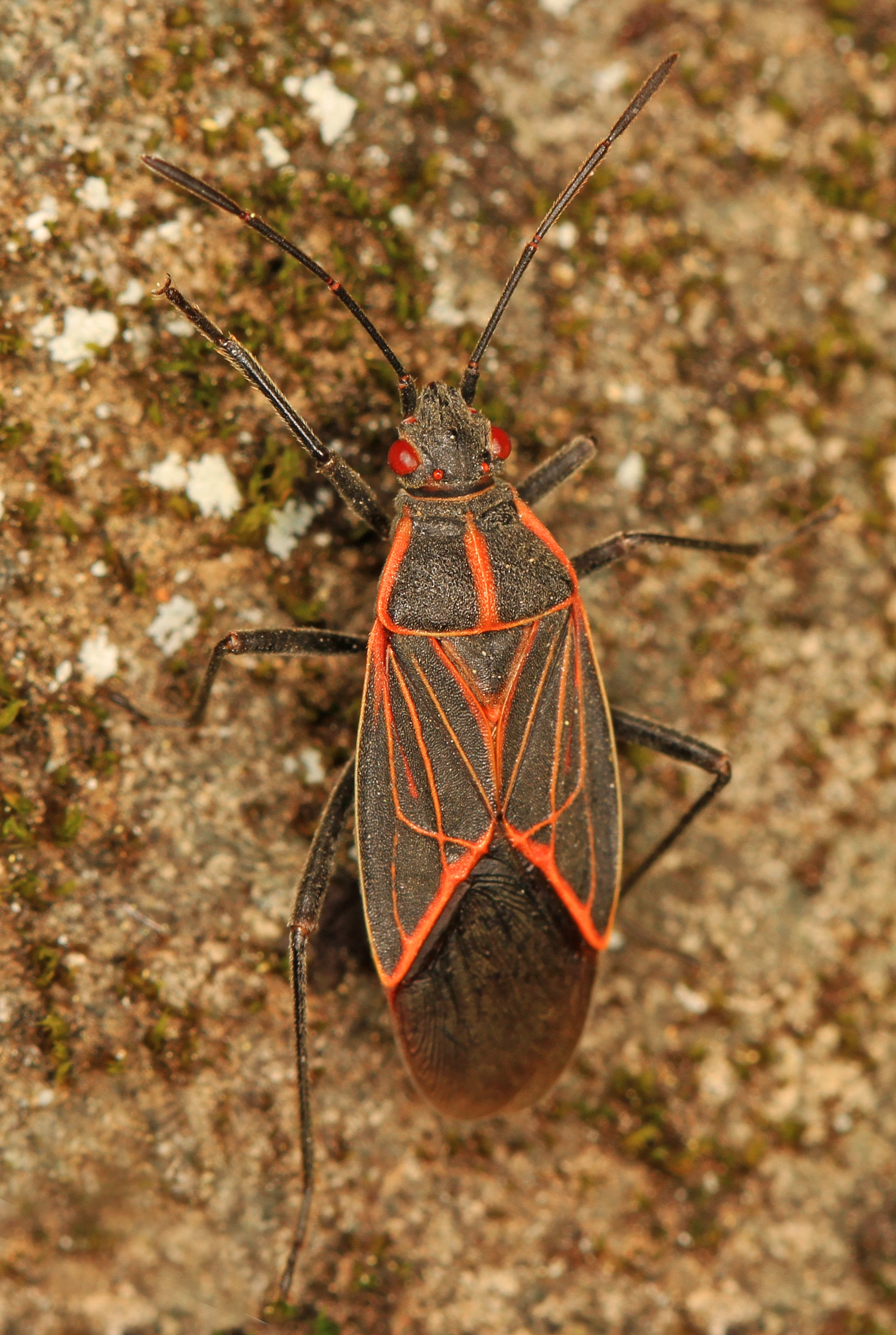
Boisea rubrolineata, espèce de l'ouest de l'Amérique du Nord.
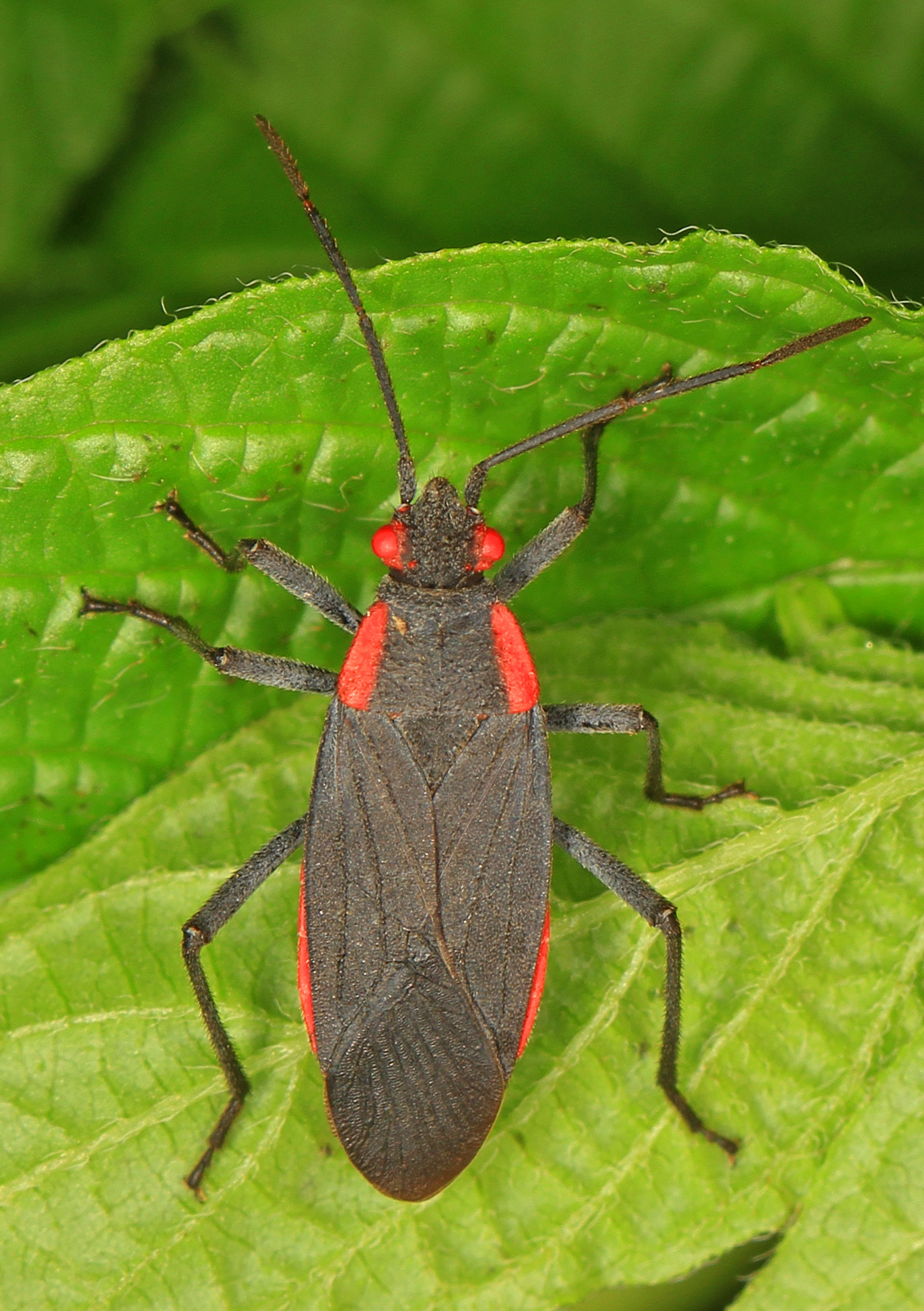
Jadera haematoloma, Floride.
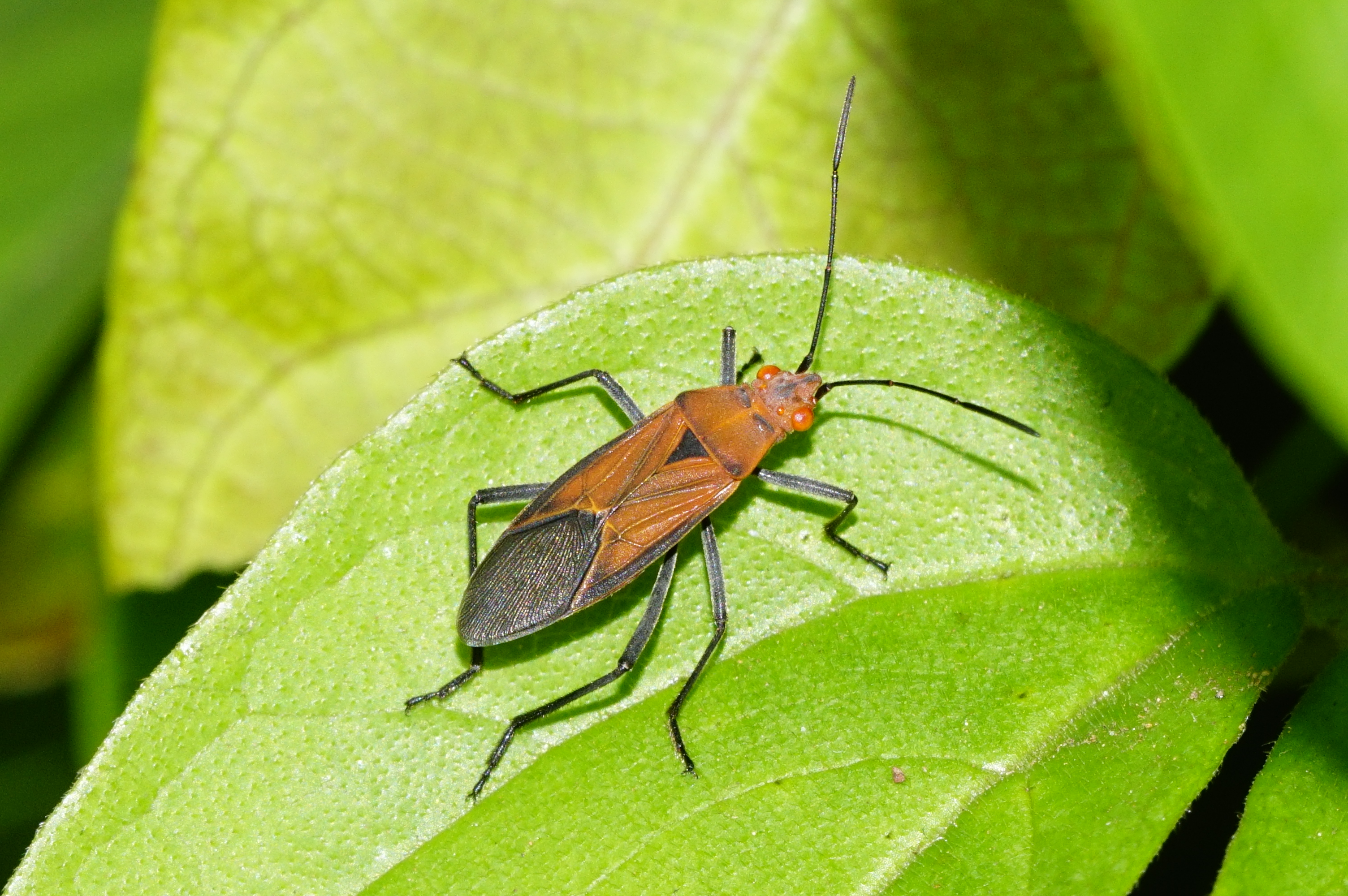
Leptocoris sp., une espèce du Kerala (Inde).
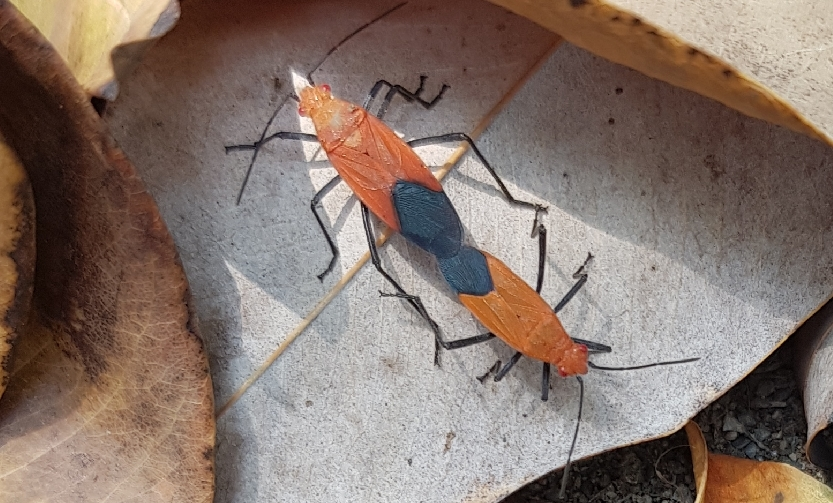
Accouplement de Leptocoris augur, Taïwan.